# VCV Zeeland
VCV Zeeland (Voetbal Combinatie Vlissingen Zeeland) was een Nederlandse betaaldvoetbalclub uit Vlissingen in de provincie Zeeland. De club was in 1990 opgericht als de proftak van het op 1 augustus 1916 opgerichte VC Vlissingen.

## Algemeen
VC Vlissingen speelde van 1990 tot en met 1992 twee seizoenen betaald voetbal en is daarmee de enige profclub die de provincie Zeeland gekend heeft. Sinds Almere City FC in 2005 uitkomt in het betaald voetbal, is Zeeland de enige provincie zonder betaald voetbal. Het eerste seizoen speelde het als VC Vlissingen, het tweede seizoen als VCV Zeeland.
Het begon als een ambitieus project. Nadat VC Vlissingen in 1987 als eerste club uit Zeeland promoveerde naar de Hoofdklasse bereikte de club in 1989 verrassend de kwartfinale van het toernooi om de KNVB beker. Hiervoor had de club drie profclubs uitgeschakeld, waaronder eredivisionist BVV Den Bosch. Hierop kwam het besluit dat ook Zeeland een profclub waardig moest zijn. In 1990 trad VC Vlissingen toe tot het betaald voetbal met als doel het voetbal in Zeeland tot een hoger niveau te brengen. Nog nooit eerder was een Zeeuwse club toegetreden tot de professionele divisies, maar de verwachting was dat er wel draagvlak was voor het initiatief. Dit bleek echter tegen te vallen. Het avontuur was een kort leven beschoren. Na twee seizoenen in de Eerste divisie op de laatste plaats te zijn geëindigd kreeg de club de financiële eindjes niet meer aan elkaar geknoopt en werd geconcludeerd dat er vooralsnog geen plaats was voor een profclub in Zeeland. De club ging als VC Vlissingen verder in het amateurvoetbal.

## Geschiedenis

### Goede start
Ondanks het debacle in de eerste divisie was de start vele malen rooskleuriger. Op 18 augustus 1990 speelde VCV zijn eerste wedstrijd in de eerste divisie. Met 4000 toeschouwers op de banken in het stadion aan de Irislaan, werd deze debuutwedstrijd afgesloten met een 2-0-overwinning op RBC. Remco van Keeken scoorde beide doelpunten.

### Teloorgang
In de weken die volgden bleef de club degelijke prestaties leveren, maar op bestuurlijk niveau begon het te rommelen. VCV kon de eindjes maar moeilijk aan elkaar knopen. Het bestuur werd aan de kant gezet en de nieuwe beleidsvoerders wijzigden de naam van de BVO in VCV Zeeland. Voor het seizoen 1991/92 wist de leiding de financiën nog op orde te krijgen, maar daarna lukte dat niet meer. De KNVB gaf geen nieuwe licentie meer af en het profavontuur van de V.C.V. was na twee jaar voorbij. In 1992 ging ook FC Wageningen failliet. Excelsior speelde nog enkele vriendschappelijke wedstrijden aan de Irislaan en hierna werd amateurclub VC Vlissingen wederom de vaste bespeler van het stadion.
Als gevolg van de hoge verliezen die de club in het betaalde voetbal had geleden ging amateurclub VC Vlissingen in 1994 failliet. Het bestuur had hier al rekening mee gehouden en vrijwel direct hierna werd een doorstart gemaakt. Onder de oude naam VCV ging de club weer verder.

## Resultaten in het betaald voetbal

### Seizoensoverzichten
| Resultaten van VC Vlissingen sinds de toetreding in het betaald voetbal in 1990 | Resultaten van VC Vlissingen sinds de toetreding in het betaald voetbal in 1990 | Resultaten van VC Vlissingen sinds de toetreding in het betaald voetbal in 1990 | Resultaten van VC Vlissingen sinds de toetreding in het betaald voetbal in 1990 | Resultaten van VC Vlissingen sinds de toetreding in het betaald voetbal in 1990 | Resultaten van VC Vlissingen sinds de toetreding in het betaald voetbal in 1990 | Resultaten van VC Vlissingen sinds de toetreding in het betaald voetbal in 1990 | Resultaten van VC Vlissingen sinds de toetreding in het betaald voetbal in 1990 | Resultaten van VC Vlissingen sinds de toetreding in het betaald voetbal in 1990 | Resultaten van VC Vlissingen sinds de toetreding in het betaald voetbal in 1990 | Resultaten van VC Vlissingen sinds de toetreding in het betaald voetbal in 1990 | Resultaten van VC Vlissingen sinds de toetreding in het betaald voetbal in 1990 | Resultaten van VC Vlissingen sinds de toetreding in het betaald voetbal in 1990 |
| Seizoen                                                                         | Competitie                                                                      | Competitie                                                                      | Competitie                                                                      | Competitie                                                                      | Competitie                                                                      | Competitie                                                                      | Competitie                                                                      | Competitie                                                                      | Competitie                                                                      | Kwalificatie                                                                    | KNVB beker                                                                      | Bijzonderheid                                                                   |
| Seizoen                                                                         | Divisie                                                                         | GW                                                                              | W                                                                               | G                                                                               | V                                                                               | DV                                                                              | DT                                                                              | PNT                                                                             | POS                                                                             | Kwalificatie                                                                    | KNVB beker                                                                      | Bijzonderheid                                                                   |
| ------------------------------------------------------------------------------- | ------------------------------------------------------------------------------- | ------------------------------------------------------------------------------- | ------------------------------------------------------------------------------- | ------------------------------------------------------------------------------- | ------------------------------------------------------------------------------- | ------------------------------------------------------------------------------- | ------------------------------------------------------------------------------- | ------------------------------------------------------------------------------- | ------------------------------------------------------------------------------- | ------------------------------------------------------------------------------- | ------------------------------------------------------------------------------- | ------------------------------------------------------------------------------- |
| 1990/91                                                                         | Eerste divisie                                                                  | 38                                                                              | 6                                                                               | 7                                                                               | 25                                                                              | 35                                                                              | 87                                                                              | 19                                                                              | 20e                                                                             | –                                                                               | 2e ronde                                                                        | VC Vlissingen treedt toe tot het betaald voetbal                                |
| 1991/92                                                                         | Eerste divisie                                                                  | 38                                                                              | 4                                                                               | 6                                                                               | 28                                                                              | 36                                                                              | 93                                                                              | 14                                                                              | 20e                                                                             | –                                                                               | 2e ronde                                                                        | Naamsverandering naar VCV Zeeland                                               |

## Overzichtslijsten

### Topscorers
- 1990/91:  Emiel Dorst (7)
0000000  Remco van Keeken (7)
- 1991/92:  Mike But (8)

### Trainers
| Trainer           | Periode       | Periode      | Statistieken | Statistieken | Statistieken | Statistieken | Statistieken | Statistieken | Statistieken | Statistieken | Erelijst |
| Naam              | Van           | Tot          | GW           | W            | G            | V            | PT           | DV           | DT           | % Winst      | Erelijst |
| ----------------- | ------------- | ------------ | ------------ | ------------ | ------------ | ------------ | ------------ | ------------ | ------------ | ------------ | -------- |
| Jo Jansen         | 1 juli 1990   | maart 1991   |              |              |              |              |              |              |              |              | –        |
| Louis Verstraaten | maart 1991    | januari 1992 | –            | –            | –            | –            | –            | –            | –            | –            | –        |
| Bert Pentury      | februari 1992 | 30 juni 1992 | –            | –            | –            | –            | –            | –            | –            | –            | –        |

GPC Vlissingen · VV RCS · VC Vlissingen · SV Walcheren
Voormalig: Zeeland Sport